# Setauket-East Setauket
Setauket-East Setauket war ein census-designated place (statistischer Bereich) an der Nordküste von Long Island im US-Bundesstaat New York. Er umfasste die drei unincorporated hamlets, also Siedlungen ohne Selbstverwaltung, Setauket, East Setauket und Strongs Neck innerhalb der Town of Brookhaven im Suffolk County. Nach dem Census von 2010 hatte das Gebiet 15.477 Einwohner.

## Geographie

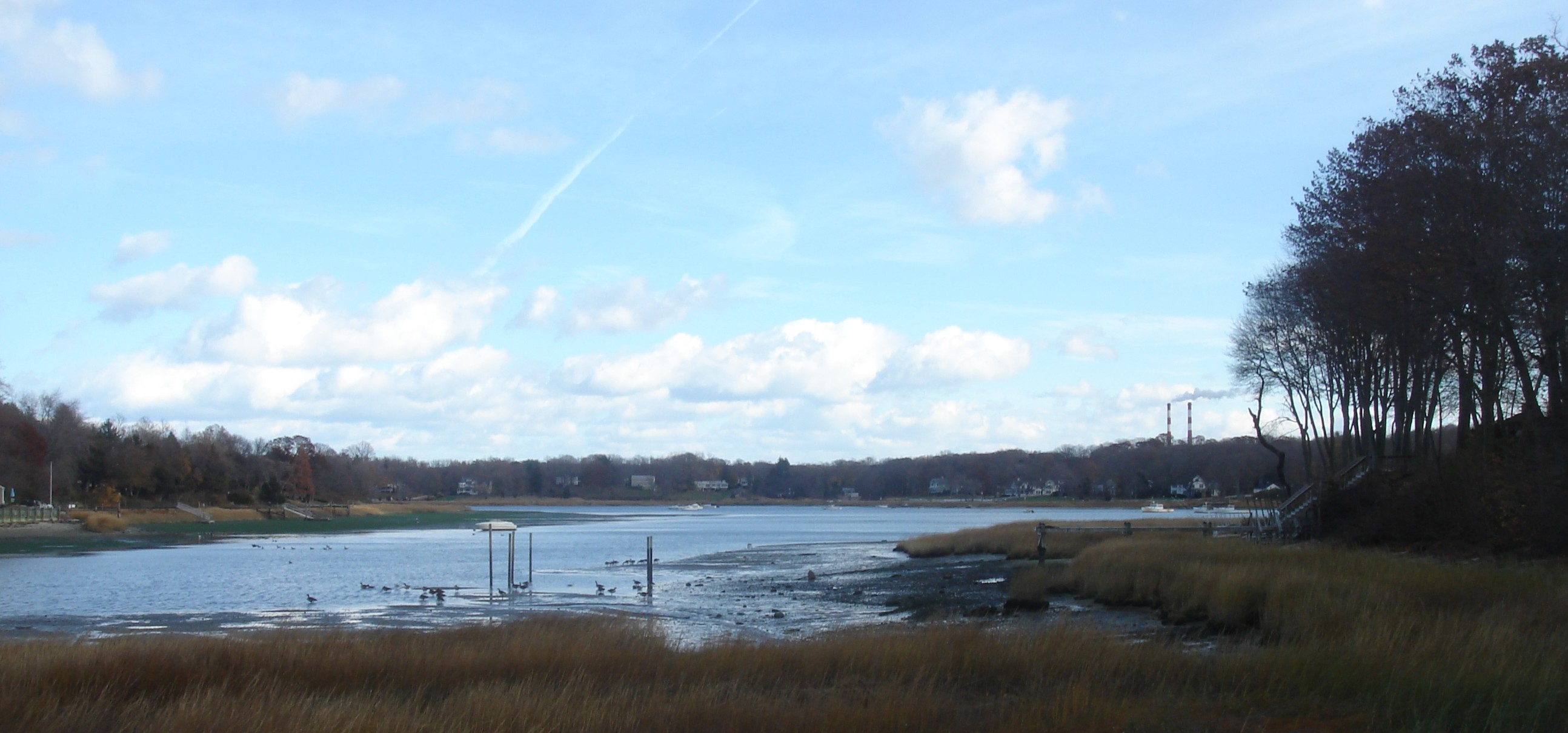
Bucht Setauket Harbor

Die drei Weiler (engl. hamlets) hatten zusammen eine Fläche von 24,2 km², davon 22,1 km² Land- und 2,1 km² Wasserfläche. Strongs Neck ist eine Halbinsel zwischen der Conscience Bay und dem Port Jefferson Harbor, dessen südwestlichster Ausläufer Setauket Harbor heißt. Dies sind Buchten des Long-Island-Sunds. Die anderen beiden Orte befinden sich südlich davon im Inland.
Angrenzende Orte sind westlich Stony Brook und Old Field, südlich Centereach, südöstlich Terryville, östlich Port Jefferson Station sowie nordöstlich Port Jefferson und Poquott.
Im Süden des Gebietes befinden sich auch Industrie- und Gewerbeanlagen, ansonsten ist es durch Wohn- und Waldgebiete geprägt.

## Geschichte
Am 14. April 1655 kauften Europäer die Gegend den Setalcott-Indianern ab, von denen auch der spätere Ortsname stammt, wobei die Besiedelung anfangs unter dem Namen Ashford begann. Am 7. März 1666 wurde Brookhaven gegründet, dessen wichtigste Siedlung und bis 1789 auch Regierungssitz Setauket war.
Im Unabhängigkeitskrieg war Setauket Garnisonsort der britischen Truppen. Am 22. August 1777 landeten amerikanische Truppen unter Abraham Parsons,  konnten den Ort aber nicht besetzen. Ein weiterer Angriff fand im November 1780 unter Benjamin Tallmadge statt. Seit 1778 war Setauket Stützpunkt eines Spionagenetzwerkes gegen die Briten, des sogenannten Culper Rings. Am 22. April 1790 besuchte George Washington daher den Ort.
Im 19. Jahrhundert war Setauket ein wichtiger Schiffbaustandort, im frühen 20. Jahrhundert zeitweise ein Touristenort. Zwischen 1879 und 1937 stand bei Strongs Neck eine Brücke über die Meeresbucht.

## Kultur und Sehenswürdigkeiten

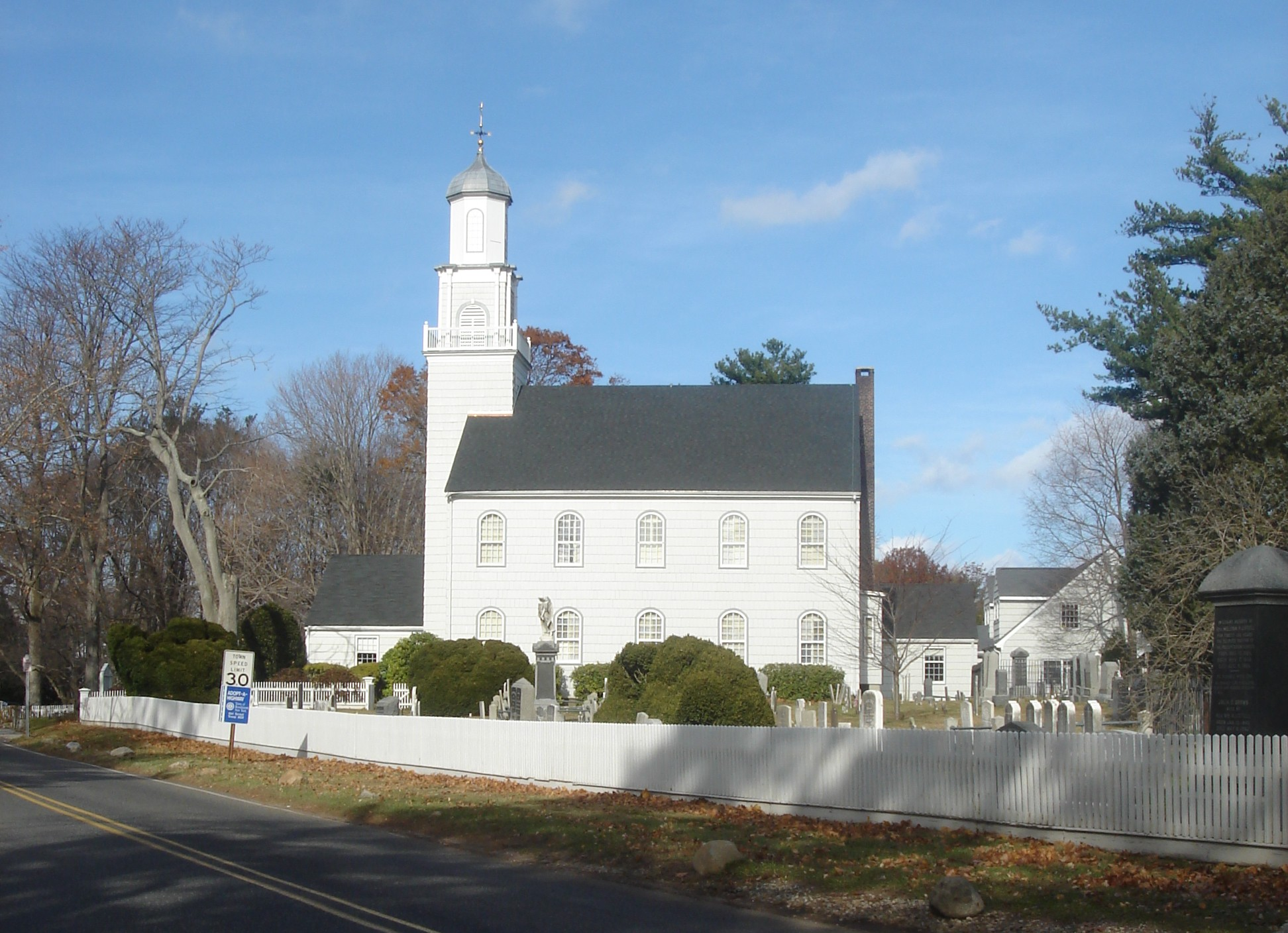
Setauket Presbyterian Church

In Setauket befinden sich einige erhaltene Kolonialzeitgebäude, darunter die Kirchen Caroline Church von 1729 und Setauket Presbyterian Church von 1660. Die Emma S. Clark Library ist eine große öffentliche Bibliothek. Setauket ist Sitz des orthodoxen Patriarchats von Jerusalem für den amerikanischen Kontinent.

## Infrastruktur
Setauket ist an den Long Island Expressway (Interstate 495) angebunden. Die LIRR-Strecke zwischen Port Jefferson und Penn Station führt durch das Gebiet, hat hier aber keinen Halt.

## Medien
In Setauket spielt die vom AMC produzierte Fernsehserie Turn: Washington’s Spies.

## Söhne und Töchter der Stadt
- Caleb Brewster (1747–1827), Spion im Amerikanischen Unabhängigkeitskrieg und Mitglied des Culper Rings
- Abraham Woodhull (1750–1826), Spion im Amerikanischen Unabhängigkeitskrieg und Mitglied des Culper Rings
- William Sidney Mount (1807–1868), Maler
- Erik Burgdoerfer (* 1988), Eishockeyspieler
- Alexandra Stein (* 1998), Volleyballspielerin